# Филарет Романов
Фјодор Никитич Романов (рус. Фёдор Никитич Романов; Москва, 1553 — Москва, 1. октобар 1633), био је руски бољар и патријарх московски, под именом Филарет (рус. Филарет). Од 1619. до 1633. године управљао је Русијом заједно са својим сином, Михаилом Романовим.

## Биографија
Филарет је био други син истакнутог бољара Никите Романовича. Рођен је 1553. године у Москви. Први је који носи презиме Романов. Током владавине свог рођака Фјодора Звонара (1584—1598), млади Филарет као војник и дипломата учествује у рату против Јована III Шведског (1590). Води преговоре у име Русије са светоримским царем Рудолфом II 1593. и 1594. године. Филарет је и сам постао бољар 1583. године. Био је један од кандидата за престо након смрти Фјодора Звонара, али је уместо њега на царски престо дошао Борис Годунов. Годунов је држао Филарета и његову жену у притвору у манастиру Светог Антонија. Када је Лажни Димитрије збацио Годунова, поставио је Филарета за митрополита Ростова (1605). Филарета је Други Лажни Димитрије прогласио за патријарха. Као и самог Димитрија, Филарета је тада признао мањи број Руса. Од 1610. до 1618. године Филарет се налази у рукама пољског краља Сигисмунда Васе, који је одбио да призна његовог сина, Михаила Романова, за руског цара. Након завршетка Руско-пољског рата и склапања мира у Деулину (13. фебруар 1619.) Филарет је ослобођен, а јуна исте године устоличен је за московског патријарха и патријарха све Русије.
Од тада је, све до смрти, Филарет владао Русијом упоредо са својим сином. То је период од 1619. до 1633. године. Теоретски, Филарет је био савладар свога сина, али је у пракси често вршио државне послове без консултација са својим сином. Допунио је ризницу захваљујући реформама спроведеним у пореском систему. Његова најзначајнија мера било је везивање сељака за земљу којим је настојао да спречи прелазак сељака у граове. Подржавао је објављивање теолошких радова и формирао језгро касније познате патријархове библиотеке. Наредио је да сваки архиепископ успостави по једну богословију за образовање свештеника. Реорганизовао је московску војску уз помоћ страних официра. Филарет управља Русијом преко својих ресора на чије чело поставља поуздане људе. Не спроводи се кодификација закона. Земља је подељена на округе на челу са војводом.
Филарет је створио четири ресора: Судски ресор (задужен за правосуђе), Црквени ресор (задужен за црквене послове), Порески ресор (задужен за прикупљање пореза) и ресор палате (задужен за патријархова имања). На челу сваког ресора седео је племић са својим службеницима. Патријарх је племиће лично постављао на чело ресора. Филарет је спровео и попис црквене и манастирске имовине. Године 1620. створио је нову епархију Тоболск.
Филарет објављује Пољској рат 1632. године са циљем повратка Смоленска. Михаил Шејин предводи руске снаге које опседају град. Међутим, нови пољски краљ, Владислав IV, шаље снаге које деблокирају Смоленск и присиљавају Русе на мир (1634). Филарет је умро годину дана раније.

## Потомство
Филарет је био ожењен Ксенијом Шестовом, која му је родила шесторо деце:
- Борис (умро 20/30. новембра 1592)
- Никита (умро 29. новембра/9. децембра 1593)
- Лев (умро 21. септембра/1. октобра 1597)
- Татјана (умрла 4/14. новембра 1611)
- Михаило Романов
- Иван (умро 7/17. јун 1599)